# Puente Aranda
Puente Aranda är en del av en befolkad plats i Colombia.   Den ligger i departementet Bogotá, i den centrala delen av landet, i huvudstaden Bogotá. Puente Aranda ligger 2 563 meter över havet och antalet invånare är 257 090.
Terrängen runt Puente Aranda är varierad. Runt Puente Aranda är det mycket tätbefolkat, med 4 188 invånare per kvadratkilometer. Närmaste större samhälle är Bogotá, 2,4 km öster om Puente Aranda. Runt Puente Aranda är det i huvudsak tätbebyggt.